# Колесники (Рівненський район)
Коле́сники — село у складі Бугринської громади РІвненського району Рівненської області; населення — 308 осіб; перша згадка — 1546 рік.

## Географія
Мальовниче село на лівому березі річки Горині.

## Історія
У 1906 році село Бугринської волості Острозького повіту Волинської губернії. Відстань від повітового міста 20 верст, від волості 5. Дворів 66, мешканців 416.

## Населення

### Мова
Розподіл населення за рідною мовою за даними перепису 2001 року:
| Мова       | Кількість | Відсоток |
| ---------- | --------- | -------- |
| українська | 307       | 99.68%   |
| російська  | 1         | 0.32%    |
| Усього     | 308       | 100%     |

## Відомі люди

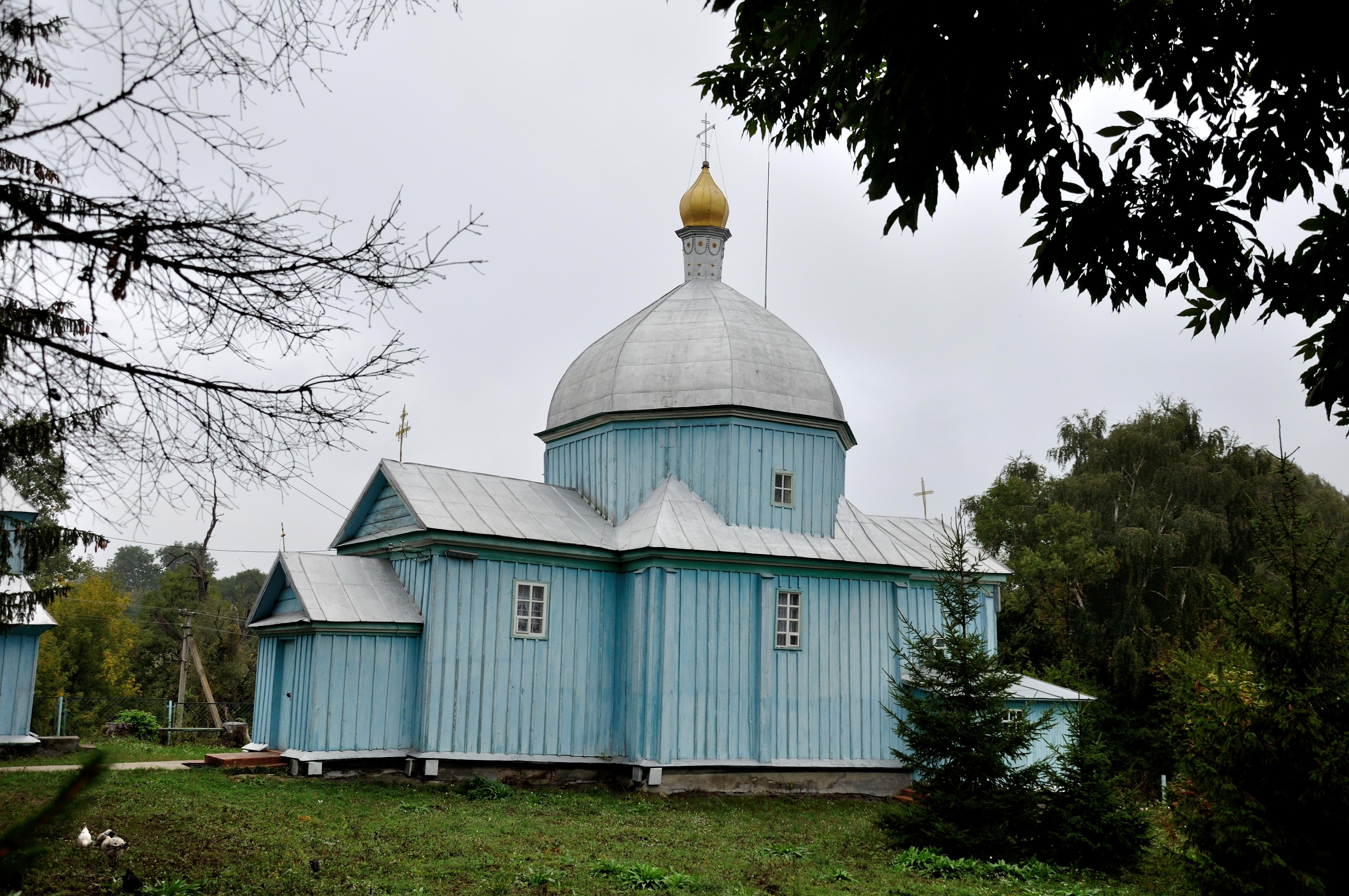
Свято-Троїцька церква, 18 ст., с. Колесники

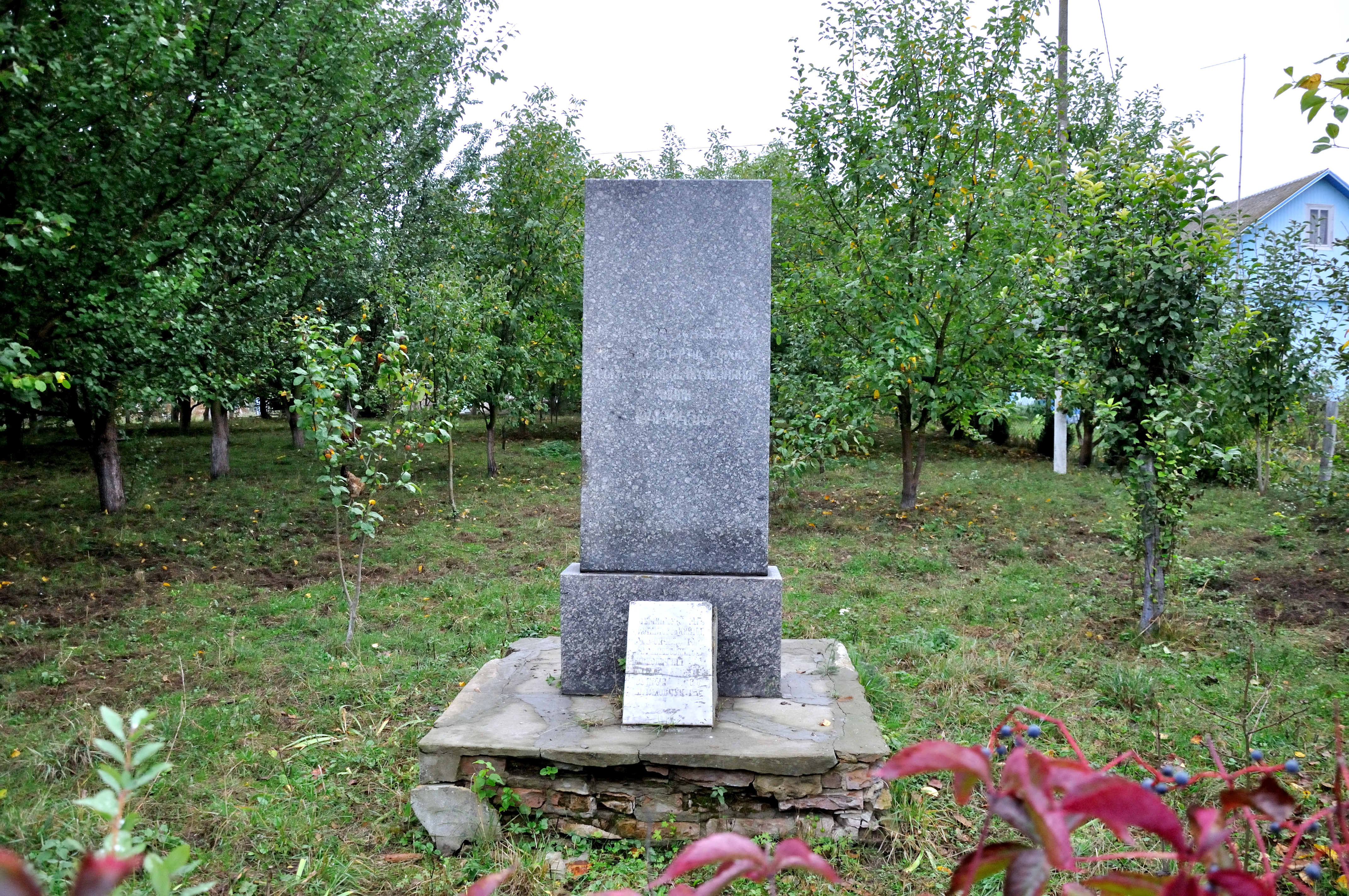
Пам'ятник воїнам-односельчанам, с. Колесники

- Свято-Троїцька церква, 18 ст., с. КолесникиПам'ятник воїнам-односельчанам, с. КолесникиЯрош Олександр Андріанович — український науковець, педагог, лікар-невропатолог, доктор медичних наук, професор.

| Україна | Це незавершена стаття з географії України. Ви можете допомогти проєкту, виправивши або дописавши її. |